# 虫之战
虫之战，公元前523年（周景王二十二年，鲁昭公十九年，宋元公九年，邾庄公十八年），宋国率军进攻邾国的作战。
前524年六月，鄅国（今山东省临沂市北）国君举行藉田仪式，邾国（今山东省邹城市南）军队入侵鄅国。鄅国将要关闭城门。邾人羊罗砍下关闭城门人的头，用手提着，攻入鄅国，把城中百姓全都俘虏回去。鄅国国君跟随他的妻子儿女到了邾国。邾庄公归还了鄅君的夫人而留下了他的女儿。 鄅国国君的夫人，是宋国向戌之女，向宁请求出兵。前523年二月，宋元公进攻邾国，包围虫地（今山东省济宁市东）。三月，占取虫地，把鄅国的俘虏全部放归。邾国人、郳国人、徐国人会见宋元公。五月十二日，四国在虫地一起结盟。